# Мария, Мирабела
«Мари́я, Мирабе́ла» (рум. Maria, Mirabela) — детский полнометражный музыкальный анимационно-художественный фильм 1981 года совместного производства киностудий Социалистической Республики Румынии и СССР. Поставлен румынским кинорежиссёром Ионом Попеску-Гопо при участии советского композитора Евгения Доги, поэта Григоре Виеру, известных эстрадных исполнителей из Румынии и СССР.
Румынская премьера состоялась 21 декабря 1981 года в Бухаресте, советская — 3 марта 1982 года в Москве.

## Сюжет
Лягушонок Кваки встречается со старыми знакомыми — бабочкой Омиде и светлячком Скиперичем. Вместе они наблюдают за играющими на полянке девочками, Марией и Мирабелой. Кваки вспоминает о приключениях, которые им когда-то довелось пережить вместе, и начинает свой рассказ.
Однажды Кваки встречается с Феей леса и из ложной скромности говорит ей, что лягушки ни к чему не пригодны. В наказание за ложь Фея замораживает ручей вместе с ногами Кваки. Застрявшего во льду лягушонка случайно находят две сестры, играющие в мячик, — Мария и Мирабела. Они хотят освободить его и идут с ним к Фее, чтобы та сняла своё заклятие. По пути девочки встречают других сказочных существ, нуждающихся в помощи, и тоже берут их с собой. Светлячок по имени Скиперич не может светиться, потому что, когда он зажигает свой огонёк, его туфли воспламеняются. Гусеницы, которым девочки посоветовали есть пыльцу вместо листьев, чтобы не губить деревья, превратились в бабочек, однако одна из них по имени Омиде боится высоты, и это мешает её полётам.
Девочкам надо успеть к Фее леса до полуночи, и время истекает. В гостях у строгого Короля часов, не желающего добровольно останавливать ход времени, Мария и Мирабела прибегают к хитрости и поют ему колыбельную, чтобы тот уснул. Но заснувший король прищемляет платье Марии, поэтому Мирабела спешит к Фее в одиночестве. Когда она добирается до места назначения, оказывается, что из-за остановленного времени Фея леса и её свита спят крепким сном. Девочки будят короля и, зная его могущество, просят сделать так, чтобы та не исчезла.
Фея, проснувшаяся к приходу сестёр, вовсе не желает заниматься чужими бедами, поскольку её свита — маленькие фрейлины Зима, Весна, Лето и Осень — заболели. Чтобы приготовить лечебный чай, помогающий от простуды, девочки бегут за водой, которая течёт из двух родников. И тут Кваки помогает им выбрать самый чистый родник. Как только он осознаёт, что тоже может быть полезен, лёд на его ногах тает безо всякого волшебного вмешательства. Мария с Мирабелой хотят вскипятить воду в чайнике, но у них нет спичек, чтобы зажечь на плите газ. Скиперич зажигает свою туфельку, и она неожиданно сгорает дотла. Испугавшись за светлячка, Омиде взлетает и обмахивает его крыльями, сбивая с туфельки пламя. Таким образом, страх за друга помогает ей побороть свой страх и взлететь, а светлячку Мирабела дарит новые, игрушечные туфельки, которые светятся, как настоящие.
Звучит финальная песня. Во время песни оказывается, что всё приключение девочкам просто приснилось, Фея леса оборачивается их мамой, а Король часов — папой. Влюблённые Омиде и Скиперич вместе парят в воздухе и исчезают в глубине звёздной ночи.

## В ролях
- Джилда Манолеску — Мария (дублирует Людмила Гнилова)
- Медея Маринеску — Мирабела (дублирует Наталья Гурзо)
- Ингрид Челия — Фея Леса / мама (дублирует Алина Покровская)
- Ион Попеску-Гопо — Король Часов / папа (дублирует Рогволд Суховерко)

### Роли озвучивали
- Анда Кэлугэряну — Кваки (дублирует Мария Виноградова)
- Александрина Халик — Омиде (дублирует Клара Румянова)
- Михай Константинеску — Скиперич (дублирует Александр Воеводин)
- Дем Рэдулеску — Король гусениц, отец Омиде (дублирует Георгий Вицин)
- Стефан Вельницук
- Ирина Мазанитис
- Жорж Войку — советник короля гусениц

## Съёмочная группа
- Автор сценария, кинорежиссёр и художественный руководитель — Ион Попеску-Гопо
- Режиссёр-постановщик: Наталья Бодюл
- Режиссёр мультипликации: Лев Мильчин
- Композитор — Евгений Дога
- Главный кинооператор — Алеку Попеску
- Кинооператор-постановщик по мультипликации — Борис Котов
- Художники-постановщики — Лев Мильчин, Виктор Дудкин, Ион Попеску-Гопо
- Поёт — Леонид Серебренников[2]
- Песни на слова — Григория Виеру
- В переводе — Валентина Берестова, Евгения Аграновича
- Звукооператоры — Владимир Кутузов, Дан Ионеску
- Редакторы — Моисей Гаспас, Василика Истрате[3]
- Художники-мультипликаторы: Анатолий Абаренов, Марина Восканьянц, Юрий Кузюрин, Владимир Крумин, Виктор Лихачёв, Олег Комаров, Татьяна Померанцева, Александр Панов, Николай Фёдоров, Марина Рогова, Иосиф Куроян, Ольга Орлова

## Производство
В создании фильма приняли участие советские киностудии «Молдова-фильм», «Союзмультфильм» и «Совинфильм» и румынская киностудия «Casa de Filme 5». Сценарий написан режиссёром Ионом Попеску-Гопо. По мнению румынских критиков, сюжет фильма явно был навеян сказкой «Старухина дочка и старикова дочь» румынского классика Иона Крянгэ.
Съёмки проходили летом 1981 года. Джилде Манолеску и Медее Маринеску было по шесть лет, и они ещё не умели читать, из-за чего большая часть их реплик в фильме являются импровизациями. Поскольку Кваки, Омиде и Скиперич были анимационными персонажами, то в сценах, где Мария и Мирабела взаимодействуют с ними, использовались фигурки из пластилина.

## Музыка
В 1983 году фирма «Мелодия» выпустила пластинку с аудиосказкой по мотивам этого фильма, на которой дикторский текст был записан на русском языке, а все песни — на румынском.

## Издания
В 1990-е годы на аудиокассетах изданием «Twic Lyrec» была выпущена аудиосказка по одноимённому мультфильму с текстами Александра Пожарова и Евгения Кондратьева.

## Награды
- 1982 — на Международном конкурсе фильмов в Джиффоне (Италия) фильм получил первый приз в номинации мультипликационного кино[2].
- 1982 — XV Всесоюзный кинофестиваль (Таллин) по разделу фильмов для детей и юношества: Специальный приз и Диплом фильму «Мария, Мирабела».[4]